# イコモチ
イコモチは、日本のイラストレーター、キャラクターデザイナー。
主にゲームや挿絵、Vtuberのイラストやキャラクターデザインを担当している。

## 作品リスト

### 挿絵
- わたし以外とのラブコメは許さないんだからね
- 黒鳶の聖者 〜追放された回復術士は、有り余る魔力で闇魔法を極める〜
- 異世界よ、俺が無敵の吸血鬼だ！
- みみみみ -神手洗澪には未来が視える-

### その他
2025年
・にじさんじ所属 蝸堂みかる
2023年
- ホロライブEnglish -Advent- 【フワワ・アビスガード＆モココ・アビスガード】デザイン
- 劇場版アニメ「青春ブタ野郎はおでかけシスターの夢を見ない」カウントダウンイラスト
- ホロライブ神田祭2023　描きおろしイラスト
- 雀魂-じゃんたま-　如月 彩音　デザイン
- オーバーラップ文庫「黒鳶の聖者５」イラスト

2022年
- 放置少女 正月イラスト
- にじさんじ JK組ファミリーマートコラボ飲料 パッケージイラスト
- 碧蓝航线 (アズールレーン) グッズイラスト
- 碧蓝航线 (アズールレーン) ロード画面イラスト
- 電撃文庫「わたし以外とのラブコメは許さないんだからね ６」
- ホロライブ・サマー2022「ホロライブ縁日 in 新宿」描き下ろしイラスト
- 千年戦争アイギス　真夏の覇者レオーネ
- オーバーラップ文庫「黒鳶の聖者４」
- ブルーアーカイブ　氷室セナ　デザイン
- 電撃文庫「わたし以外とのラブコメは許さないんだからね ５」

2021年
- ガーディアンテイルズ　メインキャラクターデザイン
- ANYCOLOR「お月見ボイス2021 」キービジュアル
- アズールレーンEN 3周年記念ライブ イラスト
- ブルーアーカイブ　アニメイトカフェ　限定イラスト
- ホロライブプロダクション「がうる・ぐら 誕生日記念2021」　グッズデザイン
- 白夜極光　リリース記念イラスト
- ぼいそーれ「VTuber声優キャラクターデザイン　菫崎 リン」
- アークナイツEN　記念イラスト
- ホロライブプロダクション「ロボ子さん誕生日記念2021」　抱き枕イラスト
- オーバーラップ文庫「黒鳶の聖者２」
- 千年戦争アイギス「百獣の魔術師リエーフ」
- KADOKAWA ライトノベルEXPO 公式記念本「サクラコラボレーション」
- 電撃G's magazine 「しょにおや！」　日向癒衣抱き枕イラスト
- 崩壊3rd 4周年記念イラストコンテスト　応援イラスト
- 電撃コミックスEX「原神 電撃コミックアンソロジー」

2020年
- アークナイツ1stアニバーサリー記念イラスト
- KADOKAWA「Re:ゼロから始める異世界生活 Art Fan Book 2020 冬」
- GRAPHICTION BOOKS 「くろバニー 」
- 玄光社「水着の描き方」表紙イラスト等
- スターオーシャン:アナムネシス　聖夜ネル
- アズールレーンEN 記念イラスト
- 千年戦争アイギス　百獣の覇者レオーネ第二覚醒
- 千年戦争アイギス　妖狸ヤシマ
- 姫麻雀　リディア・シルバー
- とらのあな冬の大感謝祭　企画展「Little happiness」
- にじさんじ「スポーツの日ボイス」キービジュアルイラスト
- GAKAKU「へそ×タイツ」
- 「御室ムスメ」白峯 林那
- 電撃G's magazine 「しょにおや！～いっしょにおやすみプロジェクト～」　日向癒衣・ミッピー